# Каталь

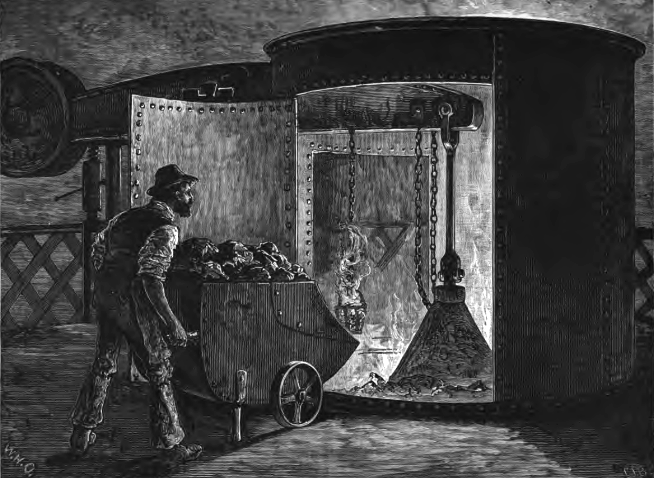
Каталь Гованського металургійного заводу (Шотландія) на колошнику доменної печі висипає шихтові матеріали зі спеціальної тачки на конус засипного апарату. Дереворит, приблизно 1880 рік.

Ката́ль — робітник на доменній печі, що викочує або підвозить які-небудь вантажі вручну, тачкою. Каталі працювали як на колошнику доменної печі так і на рудних дворах доменних цехів. Праця каталів на колошнику використовувалася до винайдення механізованого нахиленого мосту. У СРСР каталі використовувалися на рудних дворах окремих заводів до кінця Другої світової війни. [джерело?]

## У кіно
- Фільм «Останній каталь» 1931 року виробництва «Українфільму».[2]

## Галерея

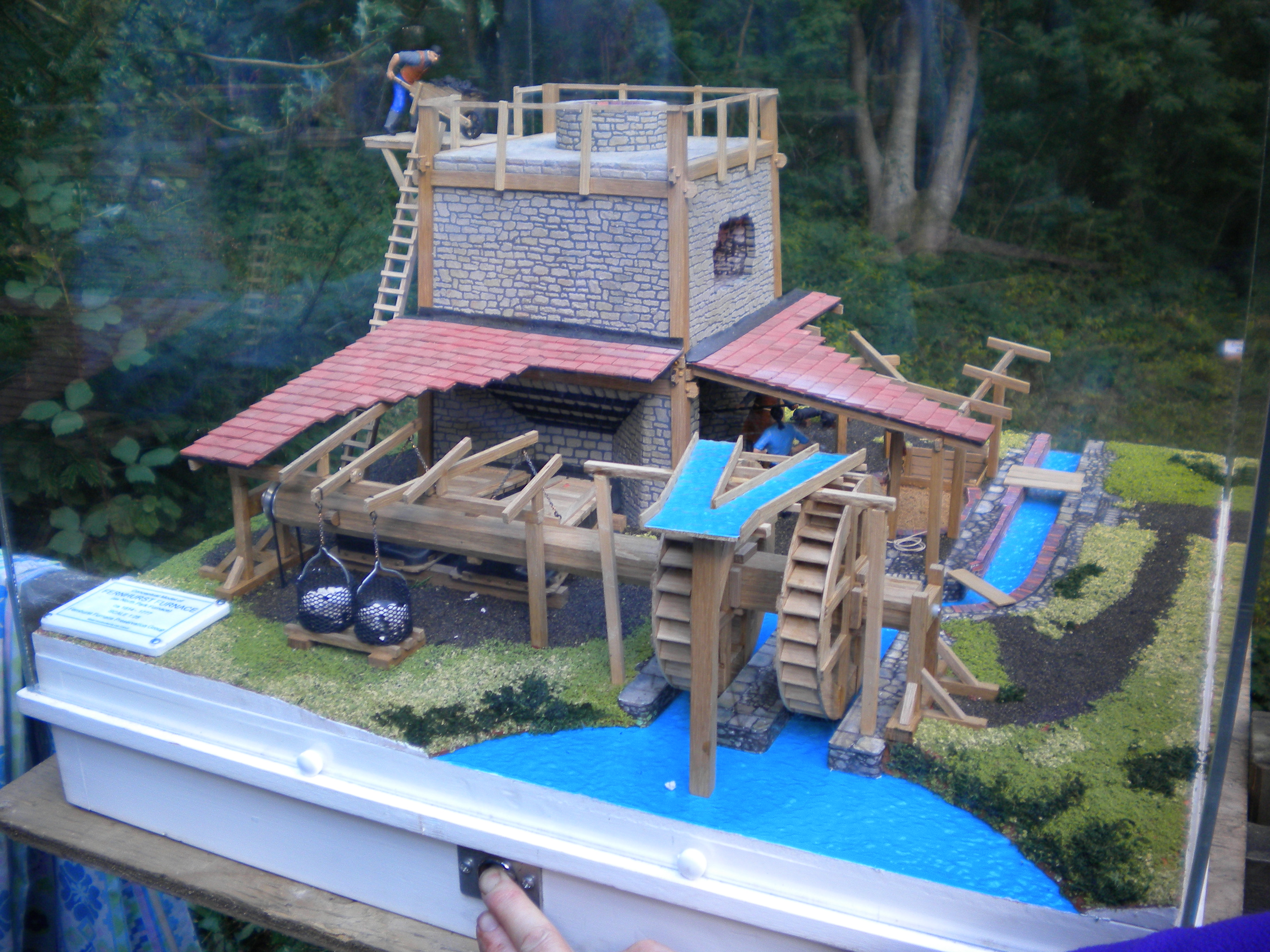
Модель старої доменної печі. На верху печі - каталь з  тачкою.
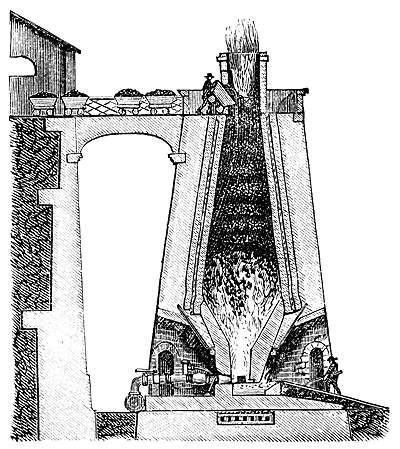
Доменна піч з каталем на колошнику, що вивантажує ємність з шихтовими матеріалами. Малюнок з енциклопедії 1906 року.
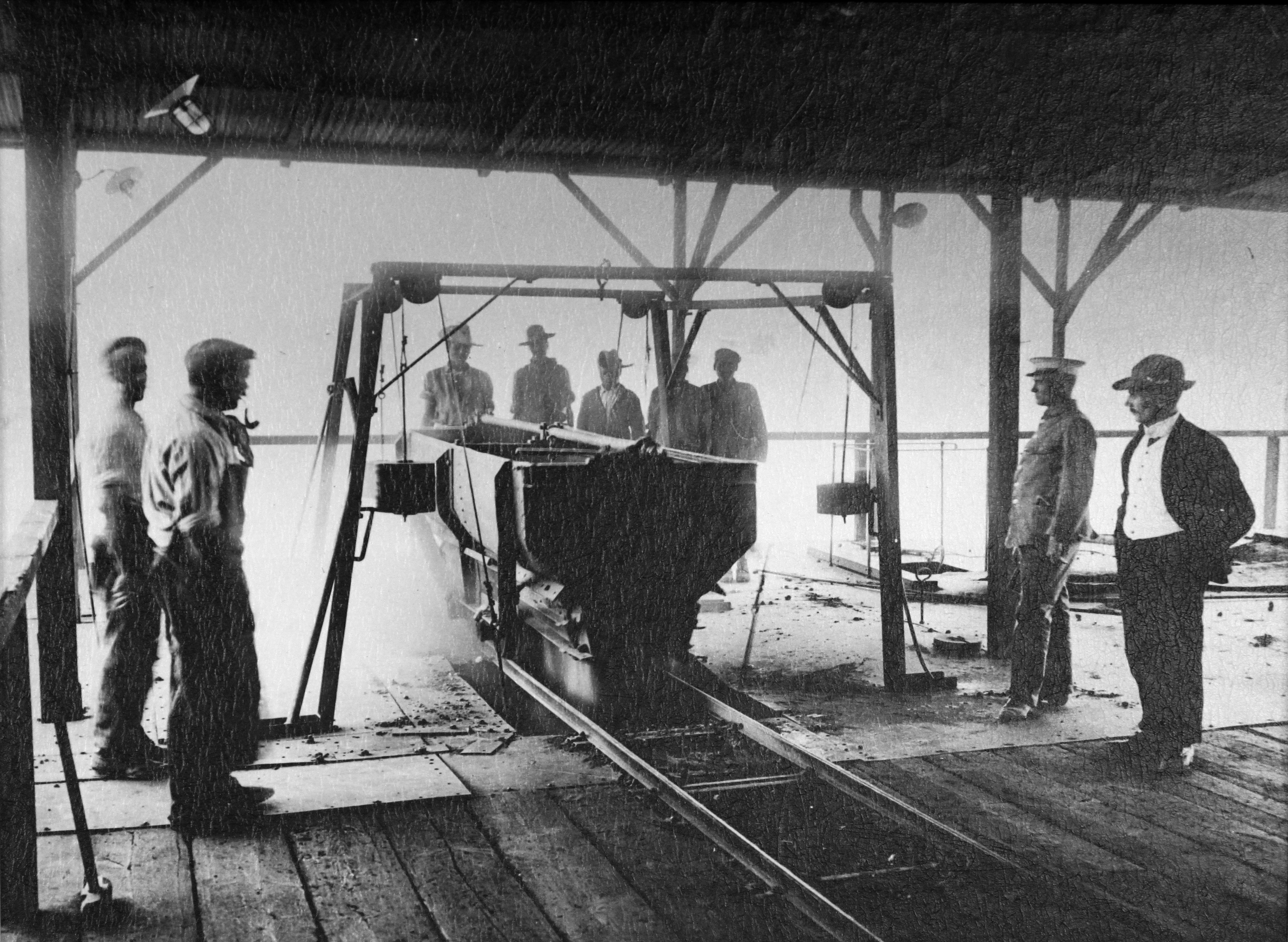
Вивантаження шихти на колошнику доменної печі. Фото між 1908-1914 роками.